# Timo Gebhart
Timo Gebhart (* 12. April 1989 in Memmingen) ist ein ehemaliger deutscher Fußballspieler.

## Vereinskarriere

### Jugend
Er stand mit vier Jahren beim BSC Memmingen auf dem Platz und trainierte mit den Älteren, da es zu dieser Zeit dort keine Bambini-Mannschaft gab. Er nahm nicht am Spielbetrieb teil und trat im August 1994 in den Verein ein.
Er spielte in der Jugend zunächst für den BSC Memmingen, wechselte dann zum Lokalrivalen FC Memmingen und wurde 2004 vom TSV 1860 München verpflichtet. Gebhart wurde in der Saison 2005/06 mit der U17 des TSV 1860 München Deutscher Meister.

### TSV 1860 München
In der Saison 2006/07 gehörte der Mittelfeldspieler nominell zum A-Jugend-Kader der „Löwen“ und kam zu vier Einsätzen in der zweiten Mannschaft in der Regionalliga Süd. Zur Saison 2007/08 wurde er in den Profikader berufen, in dem er am 26. August 2007 beim Auswärtsspiel in Hoffenheim seinen Einstand im Profifußball in der 2. Fußball-Bundesliga gab. Im November 2007 wurde Gebharts Vertragslaufzeit bis 2010 verlängert. In 37 Spielen für 1860 München erzielte er fünf Tore, fünf weitere bereitete er vor.

### VfB Stuttgart
Am 30. Dezember 2008 unterzeichnete Gebhart einen bis Juni 2013 datierten Vertrag beim VfB Stuttgart, der am 1. Januar 2009 in Kraft trat. Sein erstes Spiel für den VfB Stuttgart machte er am 26. Februar 2009 im UEFA-Pokal gegen Zenit St. Petersburg, als er in der zweiten Halbzeit für Roberto Hilbert eingewechselt wurde und wenig später sein erstes Tor erzielte. Sein erstes Bundesligaspiel für den VfB bestritt Gebhart am 1. März 2009 gegen den Karlsruher SC. Am 18. Spieltag der Saison 2009/10 gelang ihm sein erstes Bundesligator für den VfB.

### 1. FC Nürnberg
Zur Saison 2012/13 wechselte Timo Gebhart zum 1. FC Nürnberg. Er unterschrieb einen Vierjahresvertrag.

### Steaua Bukarest
Am 30. Januar 2016 unterschrieb Gebhart einen Vertrag beim rumänischen Verein Steaua Bukarest über eine Dauer von sechs Monaten mit Option auf zwei weitere Jahre.

### Hansa Rostock
Nachdem Gebharts auslaufender Vertrag bei Steaua Bukarest nicht verlängert wurde, und er somit seit Juli 2016 vereinslos war, sicherte sich Hansa Rostock seine Dienste. Er erhielt am 19. August 2016 einen Einjahresvertrag. Am 27. August 2016 bekam Gebhart seine erste Gelegenheit, sich für Hansa Rostock unter Beweis zu stellen. Ab der 55. Minute (5. Spieltag) stand er erstmals für Hansa (gegen den FSV Frankfurt) auf dem Platz und setzte erste Akzente und Ausrufezeichen. Sein erstes Tor für die „Kogge“ gelang ihm am 7. Spieltag per Elfmeter in der 56. Minute gegen Lotte. Nach einer Saison in Rostock mit insgesamt 21 Pflichtspieleinsätzen und zusammen sechs Toren für Hansa konnte Gebhart sich mit der Vereinsführung nicht mehr auf eine Vertragsverlängerung einigen.

### Rückkehr zum TSV 1860 München
Zur Spielzeit 2017/18 kehrte Gebhart zum TSV 1860 München zurück, der nach dem Abstieg aus der 2. Bundesliga aus finanziellen Gründen in der Regionalliga Bayern antrat. Nachdem er anfangs der Saison einige Akzente im Mannschaftsspiel setzen konnte, warf ihn bereits im frühen Herbst ein Muskelbündelrisses im linken Oberschenkel zurück. Während der Winterpause absolvierte er, finanziell unterstützt vom Investor Hasan Ismaik, gemeinsam mit seinem Physiotherapeuten einige Reha-Maßnahmen in Dubai. Dort trafen Gebhart und Ismaik auch persönlich aufeinander. Dennoch kam Gebhart, erneut zurückgeworfen von weiteren Verletzungen, auch in der Rückrunde zu keinen weiteren Einsätzen, woraufhin die sportliche Führung des TSV 1860 München von einer Vertragsverlängerung absah.

### FC Viktoria 1889 Berlin
Im Februar 2019 wechselte der vereinslose Gebhart in die Regionalliga zum FC Viktoria 1889 Berlin, für den er vierzehnmal in der Liga und im Landespokal auflief.

### Zum dritten Mal 1860
Bereits im Sommer 2019 wechselte der Mittelfeldspieler ein drittes Mal zu den Löwen, sein Vertrag lief bis Juni 2020 und wurde nicht verlängert.

### Rückkehr zum FC Memmingen
Im September 2020 kehrte er in seine Heimatstadt Memmingen zurück, in der er mit seiner Familie lebt, und schloss sich dem FC Memmingen an. Im Juli 2022 beendete Gebhart seine Karriere als Fußballspieler. Seither ist er als Trainer seines Jugendvereins BSC Memmingen tätig.

## Nationalmannschaft

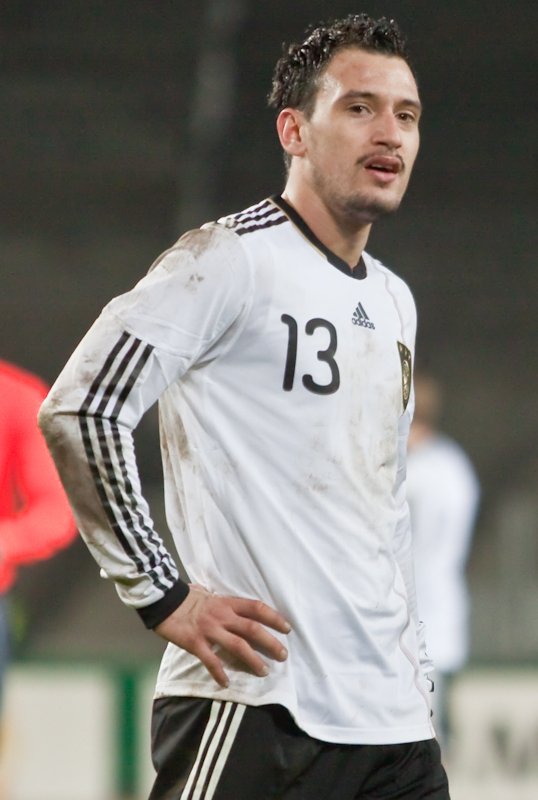
Timo Gebhart im Einsatz für die U21

Gebhart spielte schon 2005 für die deutsche U15 und nahm mit der deutschen U17-Nationalmannschaft an der EM 2006 in Luxemburg teil, wo man den vierten Platz erreichte. 2008 stand er im deutschen Kader der U19-Europameisterschaft in Tschechien, wo es der Mannschaft gelang, den Titel zu erringen. Für die deutsche U21 debütierte er schließlich im September 2009 beim 6:0-Sieg gegen San Marino in der Qualifikation zur Europameisterschaft 2011.

## Erfolge
Nationalmannschaft
- U19-Europameister: 2008

Hansa Rostock
- Landespokalsieger Mecklenburg-Vorpommern: 2017

TSV 1860 München
- Meister der Regionalliga Bayern und Aufstieg in die 3. Liga: 2018

## Verurteilung wegen gefährlicher Körperverletzung
Im Februar 2014 kam es in einer Nürnberger Diskothek zu gewalttätigen Auseinandersetzungen, wobei Timo Gebhart eine Frau bis zur Bewusstlosigkeit gewürgt hatte. Er wurde daraufhin am 9. Januar 2015 vom Amtsgericht Nürnberg wegen gefährlicher Körperverletzung zu einer Bewährungsstrafe von elf Monaten verurteilt. An die Geschädigte musste er ein Schmerzensgeld von 3.500 Euro zahlen sowie 14.000 Euro an zwei gemeinnützige Organisationen spenden. Weitere Anklagepunkte wegen Beleidigung und Bedrohung wurden nach Gebharts Geständnis fallen gelassen.